# Der Fall Hirn
Der Fall Hirn ist eine deutsche Detektiv-Stummfilmkomödie aus dem Jahre 1917 von Max Mack, gestaltet nach dem gleichnamigen Roman von Arthur Landsberger, der auch das Drehbuch verfasste.

## Handlung
Doktor Hirn ist ein Lebemann, der sich gern in seinem bevorzugten Herrenclub aufhält, wo man sich gern untereinander Schauergeschichten erzählt. Dort muss er eines Tages die Angebereien eines selbsternannten Meisterdetektivs Pino anhören, der behauptet, dass ihm kein Fall zu schwer sei. Um diese Spürnase auf die Probe zu stellen, engagiert Dr. Hirn Pino in eigener Sache: Er behauptet, dass in seiner Villa kürzlich eingebrochen worden sei, und er gibt Pino acht Tage Zeit, diesen Fall aufzuklären. Sollte der Detektiv dies schaffen, winke eine Belohnung von 150.000 Mark. Hirn selbst könne in dieser Zeit leider nicht anwesend sein, da eine wichtige Reise nach Kopenhagen anstehe. In Wahrheit ist aber der ganze Fall fingiert: Den Einbruch ha es nie gegeben, und auf die Reise schickt Dr. Hirn seinen treuen Diener. Hirn selbst will in der Maske eines Strolchs zu dieser Zeit dem famosen „Superdetektiv“ Pino genau auf die Finger schauen und zahlreiche falsche Fährten legen.
Hirn freut sich schon darauf, den Aufschneider Pino auffliegen zu lassen und bereitet alles minutiös vor. Dass Hirn als angeblicher Ganove Nacht für Nacht in seinem eigenen Berliner Heim verbringt, fällt zunächst niemandem auf. Durch eine weggeworfene Zigarette kommt Pino Dr. Hirn auf die Spur. Er ahnt, dass der Hausherr selbst den Einbruch verübt haben muss und sogar, dass dessen Ehefrau, die bekannte Schauspielerin Maria Hirn, seine Mitwisserin sein müsse. Um sie als mutmaßlich schwächstes Glied in der Ganovenkette zu überführen, greift Pino ausgerechnet auf den angeblichen Strolch, der zuletzt mehrmals seine Wege gekreuzt hatte, zurück und bringt diesen dazu, Dr. Hirn (der der „Strolch“ ja in Wirklichkeit selber ist) zu spielen. Der falsche Strolch in der Maske Hirns macht in einer Loge Gattin Maria ein Liebesgeständnis, woraufhin diese stummfilmgerecht in Ohnmacht fällt, denn ihren Gatten vermutet sie noch immer in Kopenhagen. Der bewusstlosen Maria Hirn lässt sich jedoch kein Geständnis entreißen. Auch Pinos nächste Falle wird ein Fehlschlag. Um Pinos Demütigung perfekt zu machen, lässt der verkleidete Dr. Hirn Pino einen gedungenen „Einbrecher“ fassen, der jedoch vollkommen unschuldig ist. In dieser Situation betritt Dr. Hirn den Raum und kann nun stolz verkünden, die Wette gewonnen zu haben. Bei einem Glas Wein feiern er und der düpierte Detektiv Versöhnung.

## Produktionsnotizen
Der Fall Hirn entstand im Herbst 1917 und wurde am 27. Dezember desselben Jahres im Berliner Marmorhaus uraufgeführt. Der Fünfakter maß eine Länge von rund 1639 Meter, ein Jugendverbot wurde erteilt.

## Wissenswertes
Hauptdarstellerin Rosa Felsegg hatte ab 1917 nur wenige Jahre lang in einer Handvoll Filmen mitgewirkt. Sie war von Haus aus Sängerin und trat unter anderem an Berlins Komischer Oper auf.
Dieselbe Besetzung hatte zur etwa selben Zeit in Macks kurzen Filmlustspiel Der karierte Regenmantel mitgewirkt.

## Kritik
In Wiens Neue Kino-Rundschau heißt es: „Die Fotografie ist glänzend, die Darstellung vortrefflich; Rosa Felsegg elegant, pikant und anmutig, Wilhelm Diegelmann ein famoser Charakterdarsteller. Eugen Burg und Beni Montano gleichfalls sehr gut. Die Regie Max Maks [sic!] treffsicher und überaus sorgfältig.“